# 해남 대흥사 대광명전
해남 대흥사 대광명전(海南 大興寺 大光明殿)은 대한민국 전라남도 해남군 삼산면 대흥리, 대흥사에 있는 건축물이다. 1982년 10월 15일 전라남도의 유형문화재 제94호로 지정되었다.

## 개요
두륜산 중턱에 위치한 대흥사는 신라 진흥왕 5년(544)에 아도화상이 지은 유서 깊은 사찰이다. 현재 대흥사는 절의 북쪽에서 흘러내리는 금당천을 중심으로 남·북이 나뉘었는데, 남·북원의 법당들은 나름대로의 특색을 지니고 있다.
비로자나불을 모시고 있는 대광명전은 표충사 동쪽에 위치하였으며, 초의선사가 조선 헌종 7년(1841)에 다시 지은 것이다.
앞면 3칸·옆면 3칸의 규모이며, 지붕의 옆선이 사람 인(人)자 모양인 단순한 맞배지붕집이다. 내부는 불단이 있는 중앙부 위에만 우물 정(井)자 모양의 천장을 높게 달고, 연꽃무늬와 구름·학 등을 그렸다. 초의선사가 직접 단청하였다고 하는데, 색채와 문양면에 있어서 다른 곳에서 보기 힘든 뛰어난 작품이다. 또한 자연적인 곡선을 보이는 내부의 대들보도 이 건물의 특징이다.

## 참고 문헌
- 대흥사대광명전 - 국가유산청 국가유산포털